# The Clan Part. 2 Guilty
The Clan Part. 2 Guilty (também estilizado como THE CLAN, Pt. 2 <GUILTY>) é o quarto extended play, e a segunda parte da série The Clan, do grupo sul-coreano, Monsta X. Foi lançado pela Starship Entertainment em 4 de outubro de 2016 e distribuído pela LOEN Entertainment. O álbum consiste em seis canções, incluindo a faixa-título, "Fighter".

## Antecedentes e lançamento
Em setembro de 2016, a Starship Entertainment anunciou que o Monsta X iria lançar a segunda parte da série The Clan, revelando o título como The Clan Part. 2 Guilty.
A faixa-título, "Fighter", foi lançado em 4 de outubro, juntamente com o extended play completo. O videoclipe para a faixa-título também foi lançado em ambos os canais oficiais da Starship e 1theK no Youtube no mesmo dia.

## Faixas
A lista de faixas foi divulgada na conta oficial do grupo no Twitter em 24 de setembro de 2016.
| N.º            | Título                  | Letras                      | Música                                    | Arranjos                           | Duração |  |
| 1.             | "Fighter"               | Jam Factory, Jooheon, I.M   | Park Geuntae, Choi Jinseok, Martin        | Park Geuntae, Choi Jinseok, Martin | 3:38    |  |
| 2.             | "Be Quiet"              | Mafly, Keyfly, Jooheon, I.M | Hyuk Shin, 999, Jayrah Gibson, Davey Nate | 999                                | 3:03    |  |
| 3.             | "Blind"                 | Giriboy, Jooheon, I.M       | Giriboy                                   | Giriboy                            | 3:33    |  |
| 4.             | "Queen"                 | Mafly, Keyfly, Jooheon, I.M | Hyuk Shin, 999, Jayrah Gibson, Davey Nate | 999                                | 3:12    |  |
| 5.             | "하얀소녀" (White Girl) | Jooheon, I.M                | Jooheon, Ye-Yo!                           | Jooheon, Ye-Yo!                    | 3:50    |  |
| 6.             | "Roller Coaster"        | Trinity, Jooheon, I.M       | 1Take, Tak, Trinity                       | Tak                                | 3:17    |  |
| Duração total: | Duração total:          | Duração total:              | Duração total:                            | Duração total:                     | 20:33   |  |

## Desempenho nas paradas musicais e vendas
| Tabela musical                                | Melhor posição |
| --------------------------------------------- | -------------- |
| Coreia do Sul (Gaon Weekly Album Chart)       | 2              |
| Estados Unidos (Billboard World Album)        | 3              |
| Estados Unidos (Billboard Heatseekers Albums) | 16             |
| Japão (Weekly Digital Albums Chart)           | 30             |

| País          | Vendas   |
| ------------- | -------- |
| Coreia do Sul | 100,358+ |
| Japão         | 5,263+   |